# スタンプ・エヴァンス
スタンプ・エヴァンス（Stump Evans、1904年10月18日 - 1928年8月29日）は、最初期のジャズ・サクソフォーン奏者の一人であった。
エヴァンスは、アルトホルン、トロンボーン、アルトサックスなどのいくつかの楽器を試した。1920年代、彼はシカゴで、キング・オリヴァーが率いるクレオール・ジャズ・バンドやディキシー・シンコペーターズのメンバーとしてバリトンサックスを演奏した。歌手のプリシラ・スチュワートをサポートしたときには、Cメロディーサックスを演奏した。キング・オリヴァーと一緒にソプラノサックスを演奏した後、ジェリー・ロール・モートンが率いるレッド・ホット・ペッパーズと一緒にアルトサックスを演奏した。エヴァンスは、アースキン・テイトとジミー・ウェイドのサイドマンとしても働いていた。彼は結核により若くして亡くなっている。